# Superagente 86:Bruce y Lloyd fuera de Control
Get Smart's: Bruce and Lloyd Out of Control(Superagente 86: Bruce y Lloyd fuera de control) es una película estadounidense del 2008 producida por A Mad Chance y Mosaic Media Group y distribuida por Warner Premiere, derivada de la película El Superagente 86. Fue lanzada directamente en DVD.
Es protagonizada por Masi Oka, Nate Torrence, Jayma Mays y Marika Dominiczyk, también participan en el film Terry Crews, Larry Miller, Patrick Warbuton. También incluye un cameo de Anne Hathaway como la agente 99.
En el film se cuenta una historia paralela en la que los científicos de Control: Bruce(Masi Oka) y Lloyd(Nate Torrence), inventaron una manta de invisibilidad la cual le fue robada a la Control y como los únicos agentes disponibles, 86 y 99, se encuentran en Rusia, estos deberán recuperarla antes de que sea vendida a Kaos.

## Sinopsis
La película comienza 15 años atrás(1993), en una nación ficticia llamada Maraguay, ubicada entre Paraguay y Uruguay, donde el presidente Klauss Krause(Rubén Garfias) secuestró al padre de Isabella(Marika Dominiczyk).
Actualmente(2008), en el edificio de entrenamiento de Control, estaban probando el camuflaje por medio del agente 91(Terry Crews) y vieron que tenía un problema en las baterías, luego se dieron cuenta de que el problema era debido a que la estructura era muy estática. Entonces crearon otra fibra con la cual se aumentaba la carga para que dure 24 horas, el camuflaje quedó terminado.
Durante la segunda fiesta anual entre las agencias de ciencia y tecnología, el camuflaje fue robado a manos de Isabella, la cual trabaja para la embajada Maraguaya, de esto se enteraron los agentes de la CIA Bob(Mitch Rouse) y Howard(Bryan Callen) e irían tras el camuflaje para llevarse todo el crédito.
El viernes de esa semana, Howard había invitado a Isabella a cenar, pero fue interceptado por Nina, Bruce y Lloyd, el cual utilizó su rayo que causaba calvicie. Bruce va donde Isabella y la invita a sentarse con ellos, Isabella va un momento al baño para llamar al presidente Klauss Krause y proponerle un trato: Cambiar a Bruce y Lloyd por el científico de las armas el cual tiene trabajando para el y es el padre de Isabella.

## Reparto
| Actor/Actriz      | Personaje                             |
| ----------------- | ------------------------------------- |
| Masi Oka          | Bruce                                 |
| Nate Torrence     | Lloyd                                 |
| Jayma Mays        | Nina                                  |
| Marika Dominiczyk | Isabella                              |
| J.P.Manoux        | Neil                                  |
| Larry Miller      | Jefe de Bruce y Lloyd/Jefe de la CIA  |
| Mitch Rouse       | Bob                                   |
| Bryan Callen      | Howard                                |
| Kelly Karbacz     | Judy                                  |
| Patrick Warbuton  | Hymie                                 |
| Rubén Garfias     | Klauss Krause, presidente de Maraguay |
| Amanda Tosch      | Agente 34                             |
| Terry Crews       | Agente 91                             |

- Datos: Q1112849